# سیارک ۶۴۸۸
سیارک ۶۴۸۸ (به انگلیسی: 6488 Drebach، نامگذاری:1991GU9) شش هزار و چهارصد و هشتاد و هشتمین سیارک کشف شده‌است که در ۱۰ آوریل ۱۹۹۱ کشف شد.
قدر مطلق سیارک برابر ۱۳٫۴۰ است.